# Argyll and Bute
Argyll and Bute (gael. Earra-Ghaidheal agus Bòd) – jednostka administracyjna (council area) w zachodniej Szkocji, ze stolicą w Lochgilphead. Zajmuje obszar 6908 km², a zamieszkana jest przez 88 930 osób (2011).
Jednostka administracyjna położona jest nad Oceanem Atlantyckim i Kanałem Północnym. Cechuje się silnie urozmaiconą linią brzegową (półwyspy Kintyre, Cowal) z wcinającymi się głęboko w ląd zatokami (m.in. Loch Fyne, Loch Long). Na jej obszarze występują liczne jeziora (m.in. Loch Awe, Loch Lomond). Należy do niej część archipelagu Hebrydów Wewnętrznych, w tym wyspy Mull, Islay i Jura, oraz wyspy Bute i Inchmarnock na zatoce Firth of Clyde. Obszar Argyll and Bute jest w znacznej części górzysty, położony w obrębie Grampianów.
Argyll and Bute zajmuje większą część historycznego hrabstwa Argyll, zachodni fragment Dunbartonshire oraz dwie spośród wysp należących dawniej do hrabstwa Buteshire (Bute i Inchmarnock).
Na terenie jednostki znajduje się część parku narodowego Loch Lomond and the Trossachs.
Gospodarka Argyll and Bute w dużym stopniu opiera się na turystyce. Stosunkowo dużą rolę odgrywa także rolnictwo, leśnictwo i rybactwo.
Wybrzeża w hrabstwie są jedynymi znanymi miejscami występowania mezolitycznej kultury obańskiej.